# Camponotus ogasawarensis
Camponotus ogasawarensis é uma espécie de inseto do gênero Camponotus, pertencente à família Formicidae.